# Aleksandr Anpilogov
Aleksandr Semyonovich Anpilogov ((em georgiano: ალექსანდრე ანპილოგოვი, em russo: Александр Семёнович Анпилогов: Tbilissi, 18 de janeiro de 1954) é um ex-handebolista soviético, campeão olímpico.
Aleksandr Anpilogov Fez parte do elenco campeão olímpico de handebol nas Olimpíadas de Montreal de 1976, e prata em Moscou 1980.